# Rezolucja 40 Światowej Organizacji Meteorologicznej
Rezolucja 40 Światowej Organizacji Meteorologicznej – stwierdza, że narodowe służby meteorologiczne mogą określić listę "Dodatkowych Danych i Produktów", do których wolny dostęp jest ograniczony.
Mimo że 26 października 1995 roku sekretarz generalny WMO G. O. P. Obasi wystosował otwarty list, w którym podkreślił, że Fundamentalną zasadą działalności Światowej Organizacji Meteorologicznej (WMO), i w zgodzie z coraz większymi wymaganiami stawianymi przed WMO w zakresie naukowej i technicznej działalności, podejmujemy działania w celu nieograniczonej międzynarodowej wymiany danych meteorologicznych i produktów opartych na tych danych to polityka wymiany danych meteorologicznych i hydrologicznych w wielu krajach na Świecie jest restrykcyjna, głównie ze względu na komercyjną wartość danych
W szczególności rezolucja nr 40 stwierdza, że narodowe służby meteorologiczne mogą określić listę "Dodatkowych Danych i Produktów", do których wolny dostęp jest ograniczony. Inna sytuacja istnieje w USA, gdzie działalność i produkty instytucji opłacanych przez podatnika są (nieodpłatnie) dostępne publicznie. Z tych powodów dochodzi do paradoksalnych sytuacji. Np. większość komercyjnych lub prywatnych regionalnych prognoz numerycznych w Europie oparta jest na wynikach numerycznych z modeli amerykańskich. Podobnie dane meteorologiczne (np. z Polski) często jest prościej dostać z serwerów w USA. Amerykańska służba meteorologiczna i oceaniczna wie o tej sytuacji i podaje ostrzeżenie, że "komercyjne użycie jakichkolwiek danych z grupy "Dane i produkty dodatkowe" dostępne przez Internet może być obwarowane ograniczeniami opisanymi w Rezolucji nr 40 Światowej Organizacji Meteorologicznej, którą podpisały też Stany Zjednoczone. Wobec tego, ktokolwiek ignoruje te ograniczenia może spowodować akcję narodowych służb meteorologicznych, które mogą ograniczyć dostęp do danych."
Większość naukowców zajmujących się badaniami środowiska popiera starania o bezpłatny swobodny dostęp i wymianę danych meteorologicznych, oceanograficznych i hydrologicznych, m.in. ze względu na światowy rozmiar problemu zmian klimatu. W szczególności Amerykańskie Towarzystwo Meteorologiczne w 2002 poparło bezpłatny i wolny dostęp do danych o środowisku.